# Linycus barbarae
Linycus barbarae là một loài tò vò trong họ Ichneumonidae.